# 화려한 유혹 (1986년 영화)
"화려한 유혹"은 한국에서 제작된 김수형 감독의 1985년 영화이다. 선우일란 등이 주연으로 출연하였고 김인동 등이 제작에 참여하였다.

## 출연

### 주연
- 선우일란
- 유장현
- 강태기
- 정한용

## 기타
- 조명: 최입춘